# Liste der Schiffe der Holland-America Line
Die Holland-America Line war als Holland-America Lijn eine der führenden Reedereien für Auswanderer aus Europa in die USA: Von ihrem Heimathafen in Rotterdam aus transportierte sie seit dem späten 19. Jahrhundert Niederländer, Belgier, Franzosen aber auch zahlreiche Osteuropäer in die Vereinigten Staaten. Nach dem Zweiten Weltkrieg wanderten wieder zahlreiche Niederländer in die USA aus. Nachdem dieser Markt auf Fluggesellschaften umstieg, wandelte sich die HAL zur Kreuzfahrtreederei und ist mittlerweile die Premium-Marke von Carnival Corporation & plc.
| Jahr        | Name                  | Vermessung | Bauwerft                                        | Status/Schicksal |
| ----------- | --------------------- | ---------- | ----------------------------------------------- | --- |
| 1873        | Rotterdam (I)         | 1.705 BRT  | Henderson, Colhoun & Co. Ltd., Glasgow          | 1883 an der ndl. Küste gesunken |
| 1873        | Maasdam (I)           | 1.705 BRT  | Henderson, Colhoun & Co. Ltd., Glasgow          | 1884 auf See ausgebrannt |
| 1874        | P. Caland             | 2.540 BRT  | R. Napier & Sons Ltd., Glasgow                  | 1897 verkauft |
| 1874        | W. A. Scholten        | 2.529 BRT  | R. Napier & Sons Ltd., Glasgow                  | 1887 im Ärmelkanal nach Kollision gesunken |
| 1877 (1874) | Schiedam              | 2.236 BRT  | A. McMillan & Co. Ltd., Dumbarton               | 1874: ex San Marco / 1877 an HAL / 1897 verkauft |
| 1880        | Amsterdam (I)         | 2.949 BRT  | A. McMillan & Co. Ltd., Dumbarton               | 1884 bei Sable Island gesunken |
| 1881        | Edam (I)              | 2.950 BRT  | A. McMillan & Co. Ltd., Dumbarton               | 1882 nach Kollision gesunken |
| 1881        | Zaandam (I)           | 3.063 BRT  | Nederlandsche Stoomboot Maatschappij            | 1897 verkauft |
| 1882        | Leerdam (I)           | 2.796 BRT  | Fijnoord N.V., Rotterdam                        | 1889 nach Kollision gesunken |
| 1883        | Edam (II)             | 3.130 BRT  | Nederlandsche Stoomboot Maatschappij            | 1895 im Ärmelkanal nach Kollision gesunken |
| 1886 (1878) | Rotterdam (II)        | 3.607 BRT  | Harland & Wolff Ltd., Belfast                   | 1878: ex British Empire (I), British Shipowners Company / 1886 an HAL / 1895: Edam (III) / 1902 außer Dienst                                                                                               |
| 1887 (1879) | Amsterdam (II)        | 3.607 BRT  | Harland & Wolff Ltd., Belfast                   | 1879: ex British Crown (I), British Shipowners Company / 1887 an HAL / 1905 außer Dienst |
| 1888 (1871) | Veendam (I)           | 4.036 BRT  | Harland & Wolff Ltd., Belfast                   | 1871: ex Baltic (I), White Star Line / 1888 an HAL / 1898 gesunken |
| 1889 (1881) | Obdam                 | 3.558 BRT  | Harland & Wolff Ltd., Belfast                   | 1880: ex British Queen (I), British Shipowners Company / 1889 an HAL / 1898 verkauft |
| 1890 (1881) | Werkendam             | 3.559 BRT  | Harland & Wolff Ltd., Belfast                   | 1880: ex British King (II), British Shipowners Company / 1889 an HAL / 1900 verkauft |
| 1890 (1871) | Maasdam (II)          | 3.984 BRT  | Harland & Wolff Ltd., Belfast                   | 1872 ex Republic (I), White Star Line / 1890 an HAL / 1902 außer Dienst |
| 1890 (1881) | Spaarndam (I)         | 4.568 BRT  | Harland & Wolff Ltd., Belfast                   | 1881: ex Arabic, White Star Line / 1890 an HAL / 1901 außer Dienst |
| 1891        | Dubbeldam             | 2.760 BRT  | Bonn & Mees, Rotterdam                          | 1895 an Red Cross Line, Madeirense / 1912 bei den Bahamas gesunken |
| 1891        | Didam                 | 2.751 BRT  | Nederlandsche Stoomboot Maatschappij, Rotterdam | 1895 an Red Cross Line, Santarense / 1896 bei Kap Verde gesunken |
| 1897        | Rotterdam (III)       | 8.173 BRT  | Harland & Wolff Ltd., Belfast                   | 1906 an DFDS verkauft und in C. F. Tietgen umbenannt |
| 1898        | Statendam (I)         | 10.491 BRT | Harland & Wolff Ltd., Belfast                   | 1911 an Allan Line verkauft und in Scotian umbenannt |
| 1900        | Potsdam               | 12.606 BRT | Blohm & Voss AG, Hamburg                        | 1915 an Swedish America Linee verkauft und in Stockholm umbenannt |
| 1901        | Rijndam (I)           | 12.527 BRT | Harland & Wolff Ltd., Belfast                   | 1929 außer Dienst |
| 1902        | Noordam (I)           | 12.531 BRT | Harland & Wolff Ltd., Belfast                   | 1923 an Svenska-Amerika Linjen verkauft und in Kungsholm umbenannt |
| 1906        | Nieuw Amsterdam (I)   | 16.967 BRT | Harland & Wolff Ltd., Belfast                   | 1932 außer Dienst |
| 1908        | Rotterdam             | 24.149 BRT | Harland & Wolff Ltd., Belfast                   | 1940 außer Dienst |
| 1914        | Statendam (II)        | 32.120 BRT | Harland & Wolff Ltd., Belfast                   | 1914 an Royal Navy abgegeben / 1918 torpediert und gesunken |
| 1920        | Maasdam (III)         | 8.871 BRT  | De Nieuwe Waterweg N.V., Schiedam               | am 27. Juni 1941 von U 564 torpediert und gesunken |
| 1921        | Leerdam (II)          | 8.871 BRT  | De Schelde N.V., Vlissingen                     | 1954 verkauft |
| 1921        | Edam (IV)             | 8.871 BRT  | De Nieuwe Waterweg N.V., Schiedam               | 1954 verkauft |
| 1922        | Spaarndam             | 8.871 BRT  | De Nieuwe Waterweg N.V., Schiedam               | 1939 nach Minentreffer gesunken |
| 1922        | Volendam (I)          | 15.450 BRT | Harland & Wolff Ltd., Belfast                   | 1952 außer Dienst |
| 1923        | Veendam (II)          | 15.450 BRT | Harland & Wolff Ltd., Belfast                   | 1953 außer Dienst |
| 1929        | Statendam (III)       | 29.511 BRT | Harland & Wolff Ltd., Belfast                   | 1940 in Rotterdam selbst versenkt |
| 1938        | Nieuw Amsterdam (II)  | 36.287 BRT | Rotterdamsche D.D. Mij. N.V., Rotterdam         | 1974 außer Dienst |
| 1938        | Noordam (II)          | 10.726 BRT | P. Smit jr. N.V., Rotterdam                     | 1963 verkauft |
| 1939        | Zaandam (II)          | 10.909 BRT | Wilton-Fijnoord N.V., Rotterdam                 | 1942 torpediert und gesunken |
| 1946        | Westerdam (I)         | 12.149 BRT | Wilton-Fijnoord N.V., Rotterdam                 | 1965 außer Dienst |
| 1951        | Ryndam (II)           | 15.024 BRT | Wilton-Fijnoord N.V., Rotterdam                 | 1972 nach Griechenland verkauft und umgebaut zum Kreuzfahrtschiff Atlas |
| 1952        | Maasdam (IV)          | 15.024 BRT | Wilton-Fijnoord N.V., Rotterdam                 | 1968 nach Polen verkauft, dort als Stefan Batory bis 1987 im Nordamerikadienst, 1988 nach Griechenland, 1989 nach Schweden verkauft (als Stefan), 1996 auf Grund gelaufen, 2000 in der Türkei verschrottet |
| 1957        | Statendam (IV)        | 24.294 BRT | Wilton-Fijnoord N.V., Rotterdam                 | 1982 verkauft |
| 1959        | Rotterdam (V)         | 38.645 BRT | Rotterdamsche D.D. Mij. N.V., Rotterdam         | 1997 verkauft |
| 1972 (1958) | Volendam (II)         | 23.372 BRT | Ingalls Shipyards Inc., Pascagoula              | 1958: ex Argentina, Moore & McCormick Line / 1972 an HAL / 1983 verkauft |
| 1972 (1958) | Veendam (III)         | 23.372 BRT | Ingalls Shipyards Inc., Pascagoula              | 1958: ex Brazil, Moore & McCormick Line / 1972 an HAL / 1984 verkauft |
| 1973        | Prinsendam (I)        | 8.566 BRT  | De Merwede N.V., Schiedam                       | 1980 ausgebrannt und gesunken |
| 1983        | Nieuw Amsterdam (III) | 33.930 BRZ | Chantiers de l’Atlantique S.A., St. Nazaire     | 2004 an Thomson Cruises verkauft und in Thomson Spirit umbenannt. 2018 als La Spirit in Alang verschrottet.                                                                                                |
| 1984        | Noordam (III)         | 33.930 BRZ | Chantiers de l’Atlantique S.A., St. Nazaire     | 2004 an Thomson Cruises verkauft und in Thomson Celebration umbenannt |
| 1988 (1986) | Westerdam (II)        | 53.872 BRZ | Jos. L. Meyer-Werft GmbH, Papenburg             | 1986: ex Homeric, Home Line / 1988 an HAL / 2002 an Costa Crociere verkauft / 2022 in Aliağa verschrottet                                                                                                  |
| 1993        | Statendam (V)         | 55.451 BRZ | Fincantieri Navali S.p.A., Monfalcone           | Statendam-Klasse im Herbst 2015 außer Dienst genommen, ab November 2015 Pacific Eden bei P&O Cruises Australia, ab 2019 als Vasco Da Gama bei Cruise & Maritime Voyages                                    |
| 1993        | Maasdam (V)           | 55.451 BRZ | Fincantieri Navali S.p.A., Monfalcone           | Statendam-Klasse 2020 die griechische Seajets Group verkauft |
| 1994        | Ryndam (III)          | 55.451 BRZ | Fincantieri Navali S.p.A., Monfalcone           | Statendam-Klasse im Herbst 2015 außer Dienst genommen, ab November 2015 Pacific Aria bei P&O Cruises Australia 2020 an die griechische Seajets Group verkauft                                              |
| 1996        | Veendam (IV)          | 55.451 BRZ | Fincantieri Navali S.p.A., Monfalcone           | Statendam-Klasse 2020 an die griechische Seajets Group verkauft |
| 1997        | Rotterdam (VI)        | 60.906 BRZ | Fincantieri Navali S.p.A., Monfalcone           | Rotterdam-Klasse 2020 an Fred. Olsen Cruise Lines verkauft |
| 1999        | Volendam (III)        | 60.906 BRZ | Fincantieri Navali S.p.A., Monfalcone           | Rotterdam-Klasse in Dienst |
| 2000        | Zaandam (III)         | 60.906 BRZ | Fincantieri Navali S.p.A., Monfalcone           | Rotterdam-Klasse in Dienst |
| 2000        | Amsterdam (III)       | 60.906 BRZ | Fincantieri Navali S.p.A., Monfalcone           | Rotterdam-Klasse 2020 an Fred. Olsen Cruise Lines verkauft |
| 2002 (1988) | Prinsendam (II)       | 37.845 BRZ | Wärtsila AB, Helsinki                           | S-Klasse 1988: ex Royal Viking Sun, Royal Viking Line / 2002 an HAL / heute Amera bei Phoenix Reisen |
| 2003        | Zuiderdam             | 82.305 BRZ | Fincantieri Navali S.p.A., Monfalcone           | in Dienst |
| 2003        | Oosterdam             | 82.305 BRZ | Fincantieri Navali S.p.A., Monfalcone           | in Dienst |
| 2004        | Westerdam (III)       | 82.348 BRZ | Fincantieri Navali S.p.A., Monfalcone           | in Dienst |
| 2005        | Noordam (IV)          | 82.318 BRZ | Fincantieri Navali S.p.A., Monfalcone           | in Dienst |
| 2008        | Eurodam               | 86.273 BRZ | Fincantieri Navali S.p.A., Monfalcone           | in Dienst |
| 2010        | Nieuw Amsterdam (IV)  | 86.273 BRZ | Fincantieri Navali S.p.A., Monfalcone           | in Dienst |
| 2016        | Koningsdam            | 99.500 BRZ | Fincantieri, Marghera                           | in Dienst |
| 2018        | Nieuw Statendam       | 99.500 BRZ | Fincantieri, Palermo und Marghera               | in Dienst |
| 2021        | Rotterdam             | 99.800 BRZ | Fincantieri, Palermo und Marghera               | ursprünglich als Ryndam geplant in Dienst |